# KIM-1
O KIM-1, acrônimo para Keyboard Input Monitor (ou Monitor de Entrada de Teclado em português) foi um diminuto microcomputador vendido sob forma de kit e baseado na tecnologia MOS Technology 6502, produzido pela MOS Technology e lançado em 1975. Pelos parâmetros da época, foi bastante bem-sucedido devido ao baixo custo e a facilidade de expansão.